# Apostolisches Vikariat San Jose in Mindoro
Das Apostolische Vikariat San Jose in Mindoro (lat.: Apostolicus Vicariatus Sancti Iosephi in Mindoro) ist ein in Philippinen gelegenes römisch-katholisches Apostolisches Vikariat mit Sitz in San Jose in Mindoro. Es umfasst die Provinz Occidental Mindoro.

## Geschichte
Papst Johannes Paul II. gründete am 27. Januar 1983 das Apostolische Vikariat aus Gebietsabtretungen des Apostolischen Vikariates Calapan.

## Apostolische Vikare von San Jose in Mindoro
- Vicente C. Manuel SVD (17. März 1983 – 14. Oktober 2000, zurückgetreten)
- Antonio Pepito Palang SVD (25. März 2002 – 17. März 2018)
- Pablito M. Tagura SVD (seit 2022)